# Juuso Ikonen
Juuso Ikonen, född 3 januari 1995 i Esbo, är en finlandssvensk professionell ishockeyspelare som spelar för HV71 i SHL.
Han har tidigare spelat för Brynäs IF och Djurgårdens IF i SHL, och Kärpät, JYP och Esbo Blues i Liiga och Hershey Bears i AHL under kontrakt med Washington Capitals organisation.
Ikonen blev aldrig draftad av något NHL-lag men skrev istället på ett tvåårigt tvåvägskontrakt med Washington Capitals organisation den 2 maj 2018, värt 1,85 miljoner dollar.
Den 15 juli 2019 meddelade HV71 att klubben gjort klart med den finländske forwarden och att kontraktet gäller i två år.